# 昆士蘭州
昆士蘭州（缩写为），简称昆州、昆省，直譯女王地，位於澳洲的東北部，論面積為澳洲的第二大州，人口則排名全澳第三。據2018年5月統計，昆士蘭人口已突破500萬人，约占全國總人口的20.0%。以維多利亞女皇命名。
昆士蘭第一大城為首府布里斯本，人口118.03萬（2016年9月數據），大都會區人口約236萬。第二大城是觀光重鎮黃金海岸，人口56.76萬（2016年數據）。澳大利亚前30大城市有10個城市位于昆士蘭州。由於昆士蘭有相當廣大的地區位於熱帶、盛產礦物與蔬果，氣候宜人，著名的珊瑚大堡礁也位於此，州民熱愛運動，素有“陽光之州”（Sunshine State）的美稱。
昆州以農業為主要貿易產品，為澳洲牛奶，咖啡、煙草、花生、木材、豆類、蘋果、香蕉、鳳梨、木瓜、荔枝、芒果、穀物、甘蔗、棉花等產品的主要產地。州內礦產資源豐富，產量達全澳的24％。主要有鉛、鋅、銅、鈾、鋁礬土、錳、銀、金、鉬、煤、鐵礦石、石油、天然氣、磷酸鹽、红金石和蛋白石等。

## 歷史
荷蘭人大約在17世紀左右發現昆士蘭州。1770年，英國庫克船長將昆士蘭海岸線繪製成圖。1810年以後，昆士蘭掀起一波淘金熱潮，吸引了許多移民，而殖民區政府所頒布的土地承租方案，則進一步鼓勵了自由移民潮。昆士蘭於1859年6月6日以前，是英國殖民區新南威爾斯的一部分；1859年6月6日，昆士蘭颁布了第一部新法；那年12月10日，昆士蘭的第一位總督寶雲爵士正式宣布昆士蘭從新南威爾斯州獨立出来，成為自治的一個殖民地。1901年，澳洲聯邦成立，昆士蘭成為六個州之一。

## 地理
位於澳洲東北部，當中較發達的地方，是鄰近新南威爾斯州邊界、以府城布里斯本與黃金海岸為首的昆士蘭州東南部區域及其沿海城市。
昆士蘭北面的約克角及托雷斯海峽群島與巴布亞紐幾內亞相對比鄰；田東北面海岸是著名的大堡礁；內陸為廣大的平原。東面遠望南太平洋；西面內陸地區和北領地，以東經138度為界線，與沿海的東岸為大分水嶺所分隔；少部份地區有矮山和丘陵。西南部與南澳洲州隔鄰，以南緯29°線為邊界。
昆士蘭的領水和領海面積為121,991平方公里，佔總面積的6.58%。最高的山是巴特爾弗里爾山 (Mount Bartle Frere)，有海拔高1,622公尺高。全州陸地面積有1,730,620平方公里，較蒙古國全境為大，是澳洲面積上僅次於西澳的州。

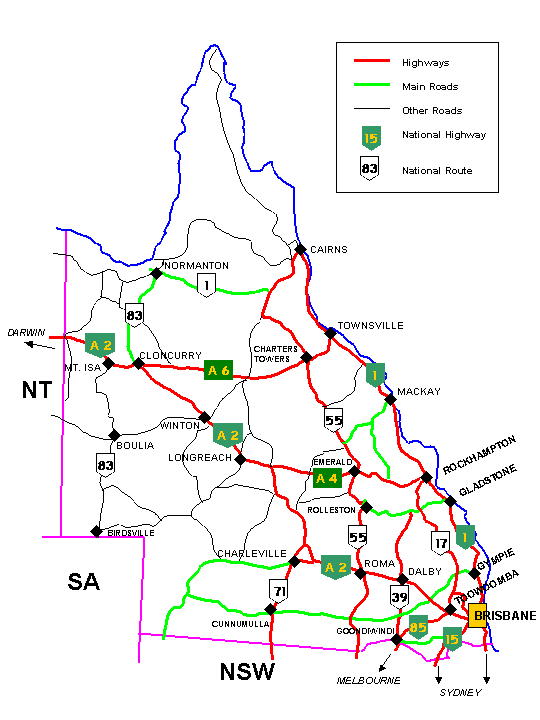
州公路網

世界自然遺產昆士蘭濕熱帶地區位于昆士蘭境內，凱恩斯為觀賞亞熱帶雨林文化的門戶，擁有嚮導經驗豐富的步行團，亦可搭巴士或乘坐纜車等多樣化的選擇，此外還有晚間去觀察動物夜生活的別緻遊程。另一雨林區，分別於1986年和1994年被列入世界遺產自然保護區的是範圍自昆士蘭州東南部至新南威爾斯州西北部的亞熱帶雨林區。這區雨林面積亦極為廣大，約40萬公頃，以植物生長可分為亞熱帶、乾燥區、溫暖帶和寒冷區。
本地的雨林可找到世界上最古老的羊齒植物和各式各樣奇珍異草。在眾多寶貴遺產中，最具代表性的是遠古時代的脊椎動物科與軟體動物的化石，可推敲至整個地球動物生長的根源與進化生態是如何演進的。
昆士蘭是澳洲本土八州和領地中，少數不實施日光節約時間的州之一。1992年全州投票選舉中，不同意實施夏時制者居多。現在有人主張恢復夏時制。

## 州內主要城市與分區
| 中文名     | 英文名／地方政府官網                  | 市民人口／分區人口          | 特色備註                                                          | 統計分區         |
| 托雷斯海峽 | Torres Strait （页面存档备份，存于）  | 4,652人／8,095（分区）      | 位於昆士蘭與巴布亞紐幾內亞之間的海域                              | -                |
| 凱恩斯     | Cairns （页面存档备份，存于）         | 161,932人／253,721人        | 國際觀光城市                                                      | Far North        |
| 伊薩山     | Mt. Isa （页面存档备份，存于）        | 21,998人／33,336人（分區）  | 內陸礦產重鎮，人口趨於減少                                        | North West       |
| 湯斯維爾   | Townsville                            | 195,914人／214,295人        | -                                                                 | North            |
| 麥凱       | Mackay （页面存档备份，存于）         | 123,540人／163,127人        | 人口比2001年成長16.2%                                             | Mackay           |
| 洛坎普頓   | Rockhampton （页面存档备份，存于）    | 83,309人／204,537人         | 觀光城市                                                          | Fitzroy          |
| 格列士敦   | Gladstone （页面存档备份，存于）      | 67,426人／204,537人         | -                                                                 | Fitzroy          |
| 朗芮       | Longreach （页面存档备份，存于）      | 4,075人／11,397人（分區）   | 人口呈現減少                                                      | Central West     |
| 查理維爾   | Charleville （页面存档备份，存于）    | 26,161人（分區）            | 人口呈現減少                                                      | South West       |
| 班德堡     | Bundaberg （页面存档备份，存于）      | 94,640人／275,734人         | 觀光城市，人口比2001年成長13.9%，內含賀維灣、金彼、瑪莉伯勒等城鎮 | Wide Bay-Burnett |
| 圖翁巴     | Toowoomba （页面存档备份，存于）      | 164,469人／229,254人        | 花園之城；海拔700公尺高的國內第二大內陸城市                       | Darling Downs    |
| 陽光海岸   | Sunshine Coast （页面存档备份，存于） | 292,990人／303,050人        | 國際渡假城市                                                      | Sunshine Coast   |
| 加頓       | Gatton （页面存档备份，存于）         | 434,751人／74,328人（分區） | -                                                                 | West Moreton     |
| 布里斯班   | Brisbane （页面存档备份，存于）       | 1,180,285人／1,857,594人    | 府城                                                              | Brisbane         |
| 黃金海岸   | Gold Coast                            | 567,644人／535,528人        | 國際觀光城市                                                      | Gold Coast       |

其餘城鎮和著名地區尚有：
- 伊羅曼加

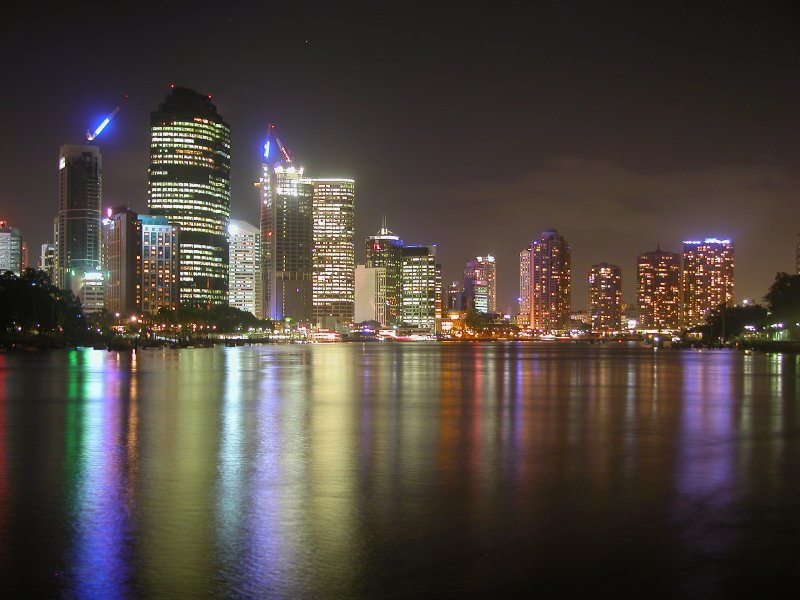
府城市中心；布里斯本是昆士蘭州的首府和第一大城

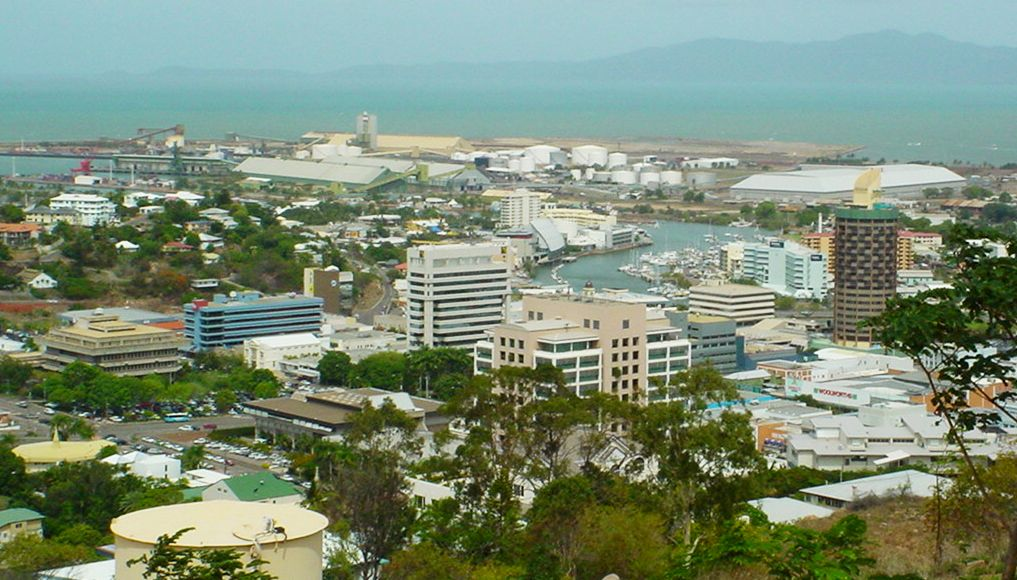
昆士蘭與他州相比，幅員相當廣大，人口相對比較分散；許多人口聚集在如圖中的湯斯維爾（Townsville）等沿海城市

- 伊普斯威奇（Ipswich，於布里斯本之西的衛星都市）
- 金格羅伊（Kingaroy）
- 洛根（Logan，於布里斯本之南的衛星都市）
- 瑪麗伯勒（Maryborough）
- 南港（Southport，黃金海岸市轄區之一）

1. 人口統計資料乃根據澳洲統計局2007年6月底統計數據[2]
2. 由於昆士蘭州政府施政參考的用途有別，因此對照各地區的行政、區域計劃及統計數據時，彼此偶見不一致
3. 市民人口：以黃金海岸為例，黃金海岸市民人口有520,401人；而行政上非屬黃金海岸市政府管轄，但出於經濟或生態因素而同劃入以「黃金海岸」為名之統計分區的人口尚有15,127；所以此分區內共計有535,528人。
4. 『統計分區』（Statistical Division）是澳洲統計局為方便經濟發展和生態保護所需而歸納之地帶，分區內有為數不等的『統計地區』（Statistical District）。

### 都会区
| 排名 | 都会区名稱                       | 2016人口  |
| ---- | -------------------------------- | --------- |
| 1    | 布里斯班 SUA                     | 2,192,720 |
| 2    | 黄金海岸-堤维德岬 SUA (州内部分) | 551,485   |
| 3    | 阳光海岸 SUA                     | 307,545   |
| 4    | 汤斯维尔 SUA                     | 173,815   |
| 5    | 凯恩斯 SUA                       | 144,787   |
| 6    | 图文巴 SUA                       | 130,722   |
| 7    | 麦凯 SUA                         | 78,685    |
| 8    | 洛坎普顿 SUA                     | 76,985    |
| 9    | 班德堡 SUA                       | 69,061    |
| 10   | 赫维湾 SUA                       | 52,073    |
| 11   | 格拉德斯通-塔努姆桑茲 SUA        | 43,871    |
| 12   | 玛丽伯勒 SUA                     | 26,929    |
| 13   | 金皮 SUA                         | 20,966    |
| 14   | 芒特艾萨 SUA                     | 18,342    |
| 15   | 耶蓬 SUA                         | 18,107    |

## 旅遊景點

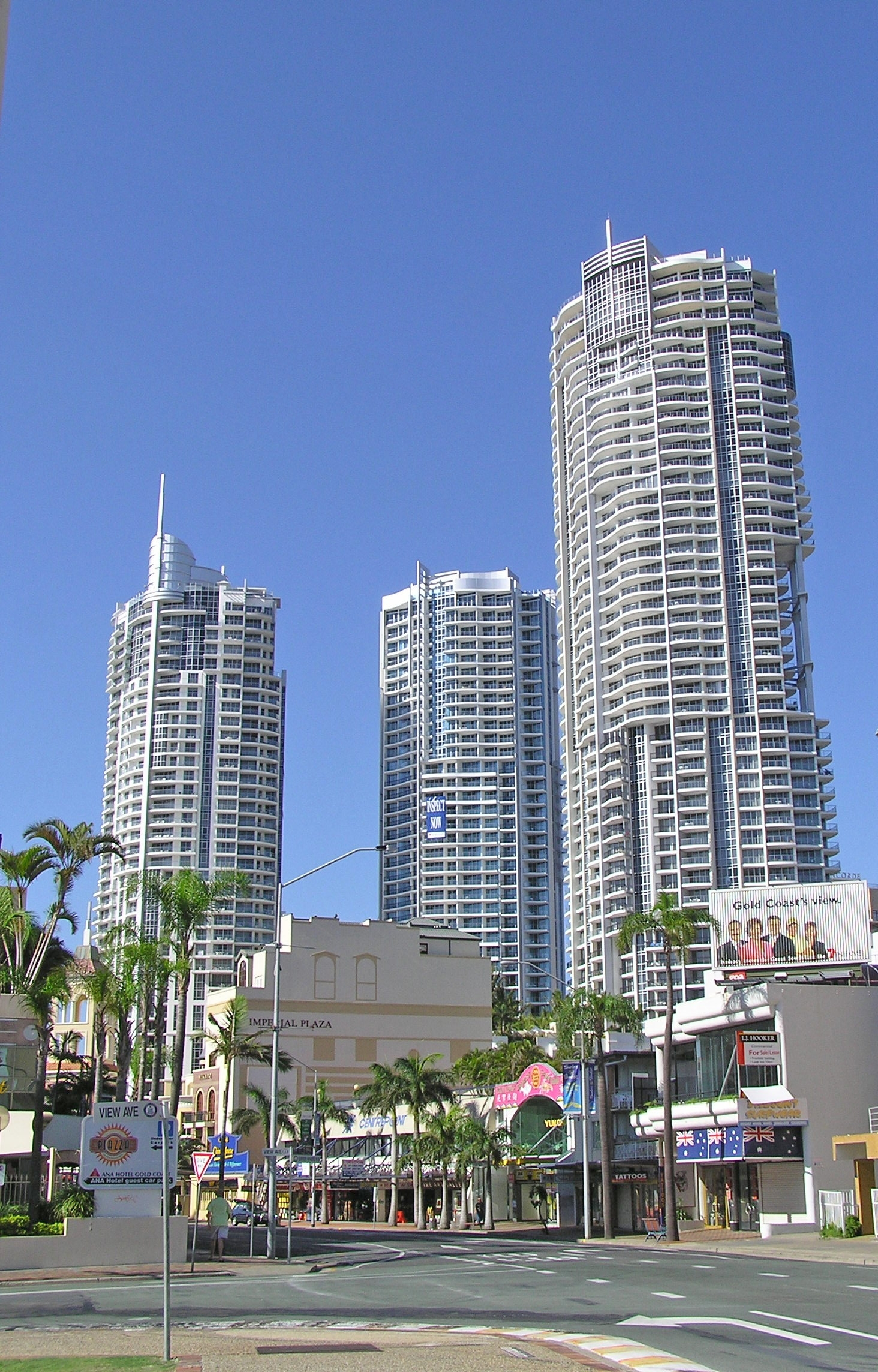
黃金海岸是州內最主要的觀光城市

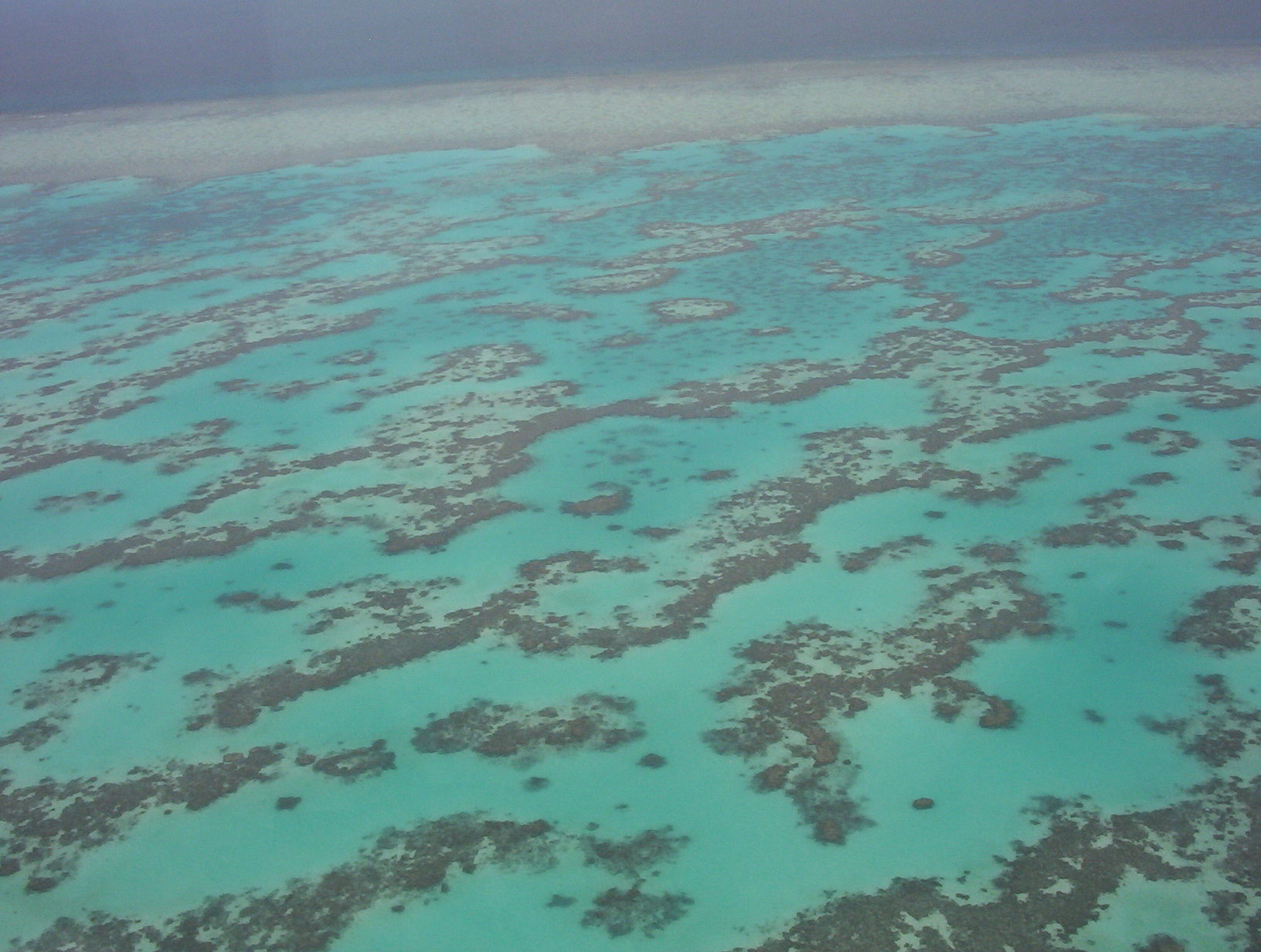
从直升机上俯瞰大堡礁的一部分

本州的州花維庫克敦蘭花、州獸是無尾熊、州鳥是澳洲鶴。栗色、醬紫色和白色是州民喜歡的顏色。
昆士蘭州旗設計制作於1876年。昆士蘭州徽最初設計於1893年並獲得英皇室批准。1977年為紀念澳洲女王伊麗莎白二世在25年後再次訪問昆士蘭州時由女皇欽定。
在昆士蘭，最南邊自黄金海岸，經過布里斯本，一直延伸到陽光海岸，都是全國著名的旅遊景點，昆士蘭北部的大堡礁聞名全球。大堡礁南北绵延2400公里，寬約65公里，有1600多个島嶼组成。整个礁群水域面積23萬平方公里，是世界上最大的天然珊瑚礁和珊瑚群岛。
昆士蘭政府对于一些工廠收税相對低一些，所以有很多工廠都設在昆州。近幾年，有很多人都自新南威爾斯州、維多利亞州，或其他州移民到昆州，因为昆州沒有遺產稅，加上氣候溫和、觀光景點多，物價也比較低廉，這些條件相對於新南威爾斯和維多利亞要好一些。

## 政府

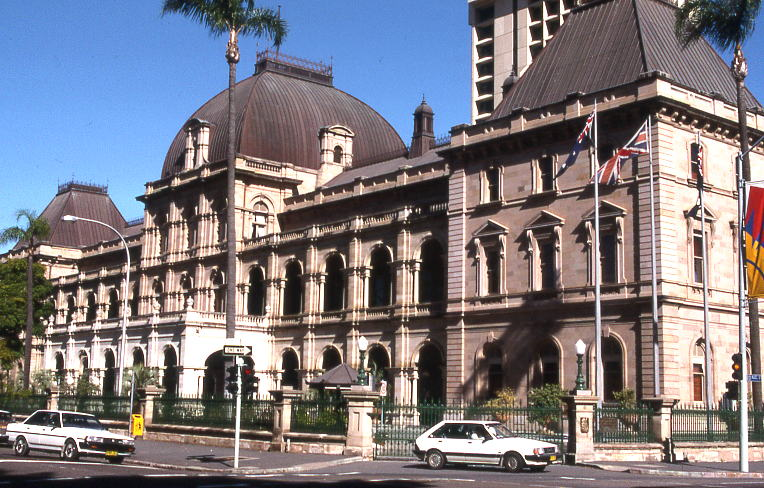
設於布里斯本的昆士蘭州議會大廈

昆士蘭實行議會制，於1860年舉行了該州的第一屆選舉。1861年5月22日，昆士蘭的州議會正式開議。昆士蘭州是澳洲工黨最先，也是現時上台執政的州。100多年來該州政府多由工黨主政。昆士蘭州的議員選舉分有93個選區，每一區可選出州議員一名，全州總計合為93名州議員。州議會的多數黨領袖即会獲總督（澳洲君主的代表）循例任命為昆士州長（州總理）。
2007年8月，昆士蘭州議會通過了一項重大變革－地方整合法案，主要是針對地方長期發展所推行的行政體制改革，尤其設立「區議會」（Regional Council）的構思是一大特點。2008年3月，經地方議員的重新選舉，新制獲得實施，新議會的轄區和體制與前期已有所不同。
目前昆士蘭議會是澳洲唯一不採用「兩院制」的州。
1901年，澳洲成立澳洲聯邦時，昆士蘭也加入成為聯邦的一州。現在昆士蘭代表在澳大利亚聯邦下議院（Lower House/ House of Representatives）有30席，上議院（Upper House/ Senate）則有12個席次；雙議院的實權在其中的下議院。

## 大學和高等學府
本州有國立大學七所、分校一所，及全國唯一的私立大學。校總區設址於府城布里斯本的綜合型大學有三所，分別是：
- 昆士蘭大學（The University of Queensland）[8]；
- 昆士蘭科技大學（Queensland University of Technology）[9]；
- 格里菲斯大學（Griffith University）[10]。

下列並提供昆士蘭州內所有大學之校址、評鑑排名和校內相關數據：
| 中文校名／官網                            | 英文校名                            | 位置              | 2018 THE全球大學排名 | 2017 QS全球排名 | 2018 U.S. News 全球最佳大學排名 | 2017 世界大學學術排名（ARWU） | （學生總數／研究生）：（教員／職員） |
| ----------------------------------------- | ----------------------------------- | ----------------- | -------------------- | --------------- | ------------------------------- | ----------------------------- | ------------------------------------ |
| 澳洲天主教大學布里斯本分校首頁            | Australian Catholic University      | 布里斯本          | 501-600              | 801-1000        | 832                             | -                             | （3,000）：未明／未明                |
| 私立邦德大學首頁 （页面存档备份，存于）   | Bond University                     | 黃金海岸          | 501-600              | 431-440         | -                               | -                             | （4,493／1,632）：未明／未明         |
| 昆士蘭中央大學首頁 （页面存档备份，存于） | Central Queensland University       | 洛坎普頓          | 501-600              | 601-650         | -                               | -                             | （26,126／9,259）：未明／未明        |
| 詹姆斯庫克大學首頁 （页面存档备份，存于） | James Cook University               | 湯斯維爾          | 201-250              | 367             | 253                             | 301-400/ 15-21                | （14,820／2,926）：(1,462)           |
| 格里菲斯大學首頁                          | Griffith University                 | 布里斯本/黃金海岸 | 251-300              | 325             | 265                             | 301-400/ 15-21                | （34,787／7,108）：(3,563)           |
| 昆士蘭科技大學首頁                        | Queensland University of Technology | 布里斯本          | 201-250              | 247             | 274                             | 201-300/ 11-14                | （38,816／8,018）：1,098／2,604      |
| 昆士蘭大學首頁 （页面存档备份，存于）     | The University of Queensland        | 布里斯本          | 65                   | 47              | 45                              | 55/2                          | （37,477／9,822）：2,408／3,253      |
| 南昆士蘭大學首頁 （页面存档备份，存于）   | University of Southern Queensland   | 圖翁巴            | 601-800              | 751-800         | -                               | -                             | （25,390／7,538）：599／845          |
| 陽光海岸大學首頁 （页面存档备份，存于）   | University of Sunshine Coast        | 陽光海岸          | 501-600              | 801-1000        | -                               | -                             | （5,247／998）：未明／未明           |

1. 昆士蘭大學的本科生與研究生人數僅計入國內學生部份
2. 限於資料待查明，僅括弧部份之數字為該校學生總數或教職員總數

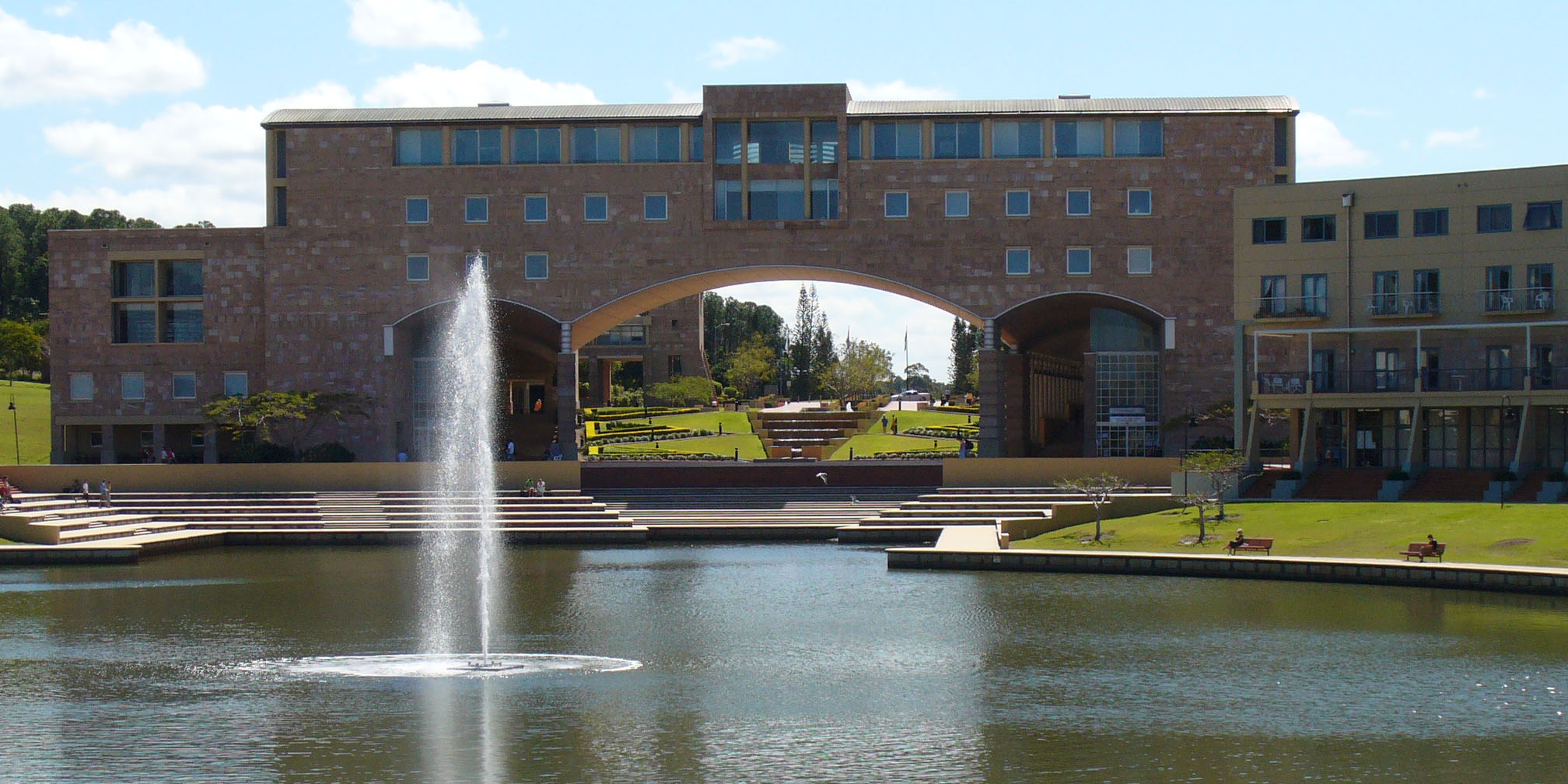
位於黃金海岸的邦德大學

此外，昆士蘭尚有31所非名為大學的高等教育學校（Non-university higher education providers），統稱為 TAFE Queensland，提供專業人士和終身職員學習或進修的機會，同樣根據《高等教育法》（2008年版）授與專科、學士和碩士課程（有部份是外地來本州設立的分校）：
- 澳洲應用心理學院 （页面存档备份，存于）Australian College of Applied Psychology
- 澳洲神學院Australian College of Theology
- 澳洲浸禮會牧師學院 （页面存档备份，存于）Australian College of Ministries
- 澳洲管理學院Australian Institute of Management
- 澳洲專業輔導學院 （页面存档备份，存于）Australian Institute of Professional Counsellors
- 昆士蘭聖經學院Bible College of Queensland
- 布里斯本神學院Brisbane College of Theology
- 澳洲合格秘書學會 （页面存档备份，存于）Chartered Secretaries Australia
- 基督遺教學院Christian Heritage College
- 法學院 （页面存档备份，存于）The College of Law
- 護理學院College of Nursing
- 奮進自然健康學院 （页面存档备份，存于）Endeavour College of Natural Health
- 布里斯本形態治療訓練公司 （页面存档备份，存于）Brisbane Gestalt Therapy Pty Ltd
- 福爾摩斯學院Holmes Institute
- 澳洲合格會計師學會Institute of Chartered Accountants in Australia
- 澳洲技術學院 （页面存档备份，存于）Institute of Technology Australia
- JMC學院 （页面存档备份，存于）JMC Academy
- 開普蘭財務管理學院 （页面存档备份，存于）Kaplan Professional Australia
- 默詠學院 - 昆士蘭浸禮會牧師學院 （页面存档备份，存于）Malyon College - The Queensland Baptist College of Ministries
- 墨爾本經驗暨創意美術治療學院 （页面存档备份，存于）MIECAT
- 繆勒浸禮會牧師學院Mueller College of Ministries
- 拿撒勒神學院Nazarene Theological College
- 昆士蘭數位媒體學院 （页面存档备份，存于）QANTM College
- 昆士蘭神學院 （页面存档备份，存于）Queensland Theological College
- 昆士蘭商工學院 （页面存档备份，存于）Queensland Institute of Business and Technology
- 澳洲皇家全科醫師學院 （页面存档备份，存于）Royal Australian College of General Practitioners
- 紗琳納羅素學校 （页面存档备份，存于）Sarina Russo Schools Australia
- 沙夫斯頓技術學院 （页面存档备份，存于）Shafston Institute of Technology
- 南岸技術學院Southbank Institute of Technology
- 南十字星學院Southern Cross College以及
- 雪梨神學院 （页面存档备份，存于）Sydney College of Divinity